# Against All Flags
Against All Flags (En España, La isla de los corsarios) es una película de piratas de 1952 protagonizada por Errol Flynn como Brian Hawke, Maureen O'Hara como Prudencia "Spitfire" Stevens, y Anthony Quinn como Roc Brasiliano. Está ambientada en 1700, cuando el agente británico Brian Hawke se infiltra en un grupo de piratas de la comuna de Libertatia en la costa de Madagascar, y cae enamorado de la capitana pirata "Spitfire" Stevens.

## Argumento
Brian Hawke, un agente británico, embarca en El Monzón, como voluntario para una misión peligrosa: infiltrarse en la base pirata de Diego-Suárez en la costa de Madagascar. Cuando llega a Diego-Suarez, despierta las sospechas de los piratas, especialmente del Capitán Roc Brasiliano. Entretanto, Hawke se prenda de la pelirroja Spitfire Stevens (Polvorilla Stevens, en español), la única mujer entre los Capitanes de la Costa.
En uno de sus ataques, los piratas asaltan un barco indio perteneciente al mismísimo gran mogol y repleto de riquezas. Patma, la hija del emperador, disfrazada por su institutriz británica como una más de las muchachas del harén, es rescatada de las llamas por Hawke, a quien la acompañanta le ha revelado su verdadera identidad, y una vez de regreso se ve obligado a intentar comprarla en la subasta de prisioneras para salvarla de los otros filibusteros. Esto provoca los celos de Spitfire, que la compra para su casa.
Hawke ha ido reuniendo información sobre la base, y ha adquirido un mapa de sus defensas. Cuando está listo avisa a la Royal Navy con una bengala. Desafortunadamente Brasiliano lo descubre y planea darle la sádica muerte de ser comido vivo por cangrejos. Spitfire deberá elegir entre su fidelidad a sus camaradas piratas o liberar a Hawke.

## Reparto
- Errol Flynn ...  Brian Hawke

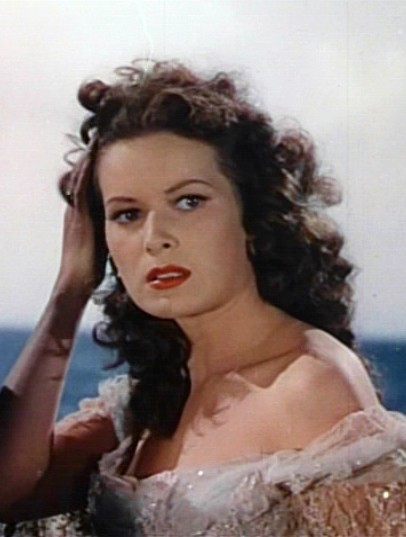
Maureen O'Hara es la capitana Prudencia "Spitfire" Stevens.

- Maureen O'Hara ...  Prudencia Stevens
- Anthony Quinn ...  Capitán Roc Brasiliano
- Alice Kelley ...  Princesa Patma
- Mildred Natwick ...  Molvina MacGregor
- Robert Warwick ...  Capitán Kidd
- Harry Cording ...  Gow
- John Alderson ...  Jonathan Harris
- Phil Tully ...  Jones
- Lester Matthews ...  Señor Cloudsley
- Tudor Owen ...  Williams
- Maurice Marsac ...  Capitán Moisson
- James Craven ...  Capitán Hornsby
- James Fairfax ...  Cruikshank el barbero
- Rene Barba ...  Arquímedes
- Paul Newlan ...  Crop-Ear Collins
- Dave Kashner ...  Flogger
- Lewis Russell ...  Oxford

## Producción

### Desarrollo
La película fue originalmente escrita por Eneas Mackenzie y el director Richard Wallace como vehículo de lucimiento para Douglas Fairbanks, Jr., quien acababa de hacer Simbad el Marino con Wallace. Pero la película no fue producida y Eneas Mackenzie vendió su guion a Universal en julio de 1950. Alexis Smith e Yvonne De Carlo se evaluaron para el papel principal femenino.
William Goetz, jefe de producción, puso el proyecto en espera hasta encontrar la estrella adecuada. En 1951 Errol Flynn firmó para hacer la película. El guion presentaba una serie de elementos familiares en las películas de piratas de la época, incluido una mujer pirata de fuerte carácter; se basaba en personajes y situaciones históricas reales, pero de manera muy libre.
Bajo su contacto con Warner Bros., Flynn estuvo libre durante un año para trabajar para otro estudio. Su contrato le otorgaba un porcentaje de los beneficios; la película fue un éxito de taquilla. El guion fue reescrito por Joseph Hoffman y Anthony Quinn firmó hacer de villano. Finalmente Howard Christie fue el productor, George Sherman el director y Maureen O'Hara la protagonista.

### Rodaje
Se rodó en los Universal Studios en Los Ángeles, con las escenas de exteriores filmadas en Palos Verdes, California. Este fue el último film de capa y espada que Errol filmó en Hollywood. Los tres siguientes los rodó en Europa.
Maureen O'Hara desconfiaba de trabajar con Flynn después de que este le hiciera insinuaciones amorosas años atrás. Sin embargo, recordó que al final del rodaje "me había conquistado. Lo respetaba profesionalmente y le tenía mucho cariño. El Padre Tiempo iba calmando poco a poco su maldad, y en lo más profundo de ese pícaro diabólico, encontré un alma bondadosa y frágil". Dijo que "era un profesional que llegaba al trabajo preparado. Ensayaba mucho y practicaba sus secuencias de esgrima con mucha meticulosidad", aunque admitió que Flynn bebía en el set, a menudo introduciendo el alcohol a escondidas inyectándolo en naranjas, que comía en los descansos, y afirmó: "Todo lo bueno lo grabamos temprano".
Flynn mantenía un estilo de vida lleno de excesos y exigió que el rodaje terminase todos los días a las 16:00 horas, para poder emborracharse después.
Flynn se rompió un tobillo durante el rodaje, retrasando dos semanas el final. El barco de la película había sido transformado para otra película, y tuvo que ser reconvertido otra vez.
Cuando Flynn regresó, George Sherman trabajaba ya en otra película y tuvo que ser sustituido por Douglas Sirk.
Anthony Quinn dijo que él y O'Hara mantuvieron un romance mientras rodaban Simbad el Marino (1947), y cada vez que volvían a trabajar juntos (en Against All Flags, The Magnificent Matador) lo reanudaban temporalmente.
Los personajes piratas incluyen al capitán "Muerte Negra", un capitán pirata negro interpretado por Emmett Smith. Este rol se ha descrito para su época una "declaración progresista sobre la igualdad racial".

## Remakes
Hubo un remake en 1967 titulado The King´s Pirate.